# Georges Guillaume
Georges Guillaume (1817 - 1896) was een Zwitsers politicus.
Georges Guillaume was lid van de Radicale Partij (Parti Radical) van het kanton Neuchâtel. Hij was lid van de Staatsraad van het kanton Neuchâtel. Guillaume was van 1871 tot 1872 voorzitter van de Staatsraad (regeringsleider) van het kanton Neuchâtel.